# William Henry Waddington
William Henry Waddington (Saint-Rémy-sur-Avre (Eure-et-Loir), 1826. december 11. – Párizs, 1894. január 13.) francia politikus, diplomata, régész és numizmatikus. A Harmadik Francia Köztársaság 10. miniszterelnöke.

## Élete
Apja 1780-ban telepedett át Angliából Saint-Rémy-sur-Avre-ba, és pamutszövő gyárat alapított, ami 1932-ig működött. William Henry Párizsban, Rugbyben és a Cambridge-i Egyetemen (Trinity College) szerzett diplomát klasszikus ókortudományból. Azután visszatért Franciaországba és kérvényezte a francia állampolgárságot. Néhány évvel később Charles öccse is ígéretes katonai pályáról mondott le Angliában, visszatért szülővárosába, hogy átvegye a családi üzem irányítását. 
William minden idejét a régészetnek szentelte. 1850-ben bejárta Kis-Ázsiát, két tanulmányban számolt be útjáról. Tíz év elteltével  Görögországban és Szíriában fejezte be előzőleg megkezdett munkáit. A hazatérése után publikált két tanulmányának köszönhette, hogy 1865-ben az Académie des inscriptions et belles-lettres tagjává választották. 1868-ban folytatta a görög és latin feliratokról szóló fejezetet Philippe Le Bas–val közösen írt könyvében, a  Voyage archéologique en Grece et en Asie-Mineure. Waddington tekintélyes éremgyűjteményét a Francia Nemzeti Könyvtár numizmatikai kabinetje őrzi. 

### Politikai pályafutása
1870-ben a köztársaság mellé állt, 1871-től 1876-ig Aisne megye nemzetgyűlési képviselője, majd a megye szenátora 1894-ig. 1873. május 19-én Adolphe Thiers kormányában közoktatási miniszter, de a kormány hat nap után lemondott. 1876. március 9-én Jules Dufaure 4. kormányában a közoktatási minisztérium élére került, 1877. december 13-án Dufaure 5. kormányában a külügyminiszter lett. 1878-ban a francia küldöttséget vezette a Berlini kongresszuson. 
1879. február 4-én  Jules Grévy miniszterelnökké nevezte ki, de megtartotta a külügyi tárcát is. Miniszterelnökként sikerült egyensúlyt tartania a konzervatív szenátus és a republikánus nemzetgyűlés között. Közel egy évig tartó kormányzása pozitív eredményeket hozott: a párizsi kommün felkelői részleges amnesztiát kaptak, a Marseillaise hivatalosan is nemzeti himnusz lett, a nemzetgyűlés visszatért Versailles-ból Párizsba, megindult a vasúthálózat fejlesztése, döntés született arról, hogy minden megyében tanítóképzőt létesítenek, kiegyensúlyozott költségvetést szavaztak meg. Kormányában öt protestáns miniszter foglalt helyet. Néhány olyan intézkedést, mint a vasárnapi munka betiltásának eltörlését a jobboldal a római katolikus egyház elleni támadásnak vette, ezért Waddington 1879. december 28-án lemondott.
1883-ban ő képviselte hazáját III. Sándor orosz cár koronázási ünnepségén. Júliusban nagykövetként küldték az Egyesült Királyságba. Gazdag angol család sarjaként könnyen megnyíltak előtte a kapuk, a kormányhivatalnokok között viszontlátta egykori cambridge-i diáktársait. Szolgálai ideje alatt súrlódásmentesek voltak az angol–francia kapcsolatok.

## Publikációi
- Voyage en Asie mineure au point de vue numismatique (1853)
- Mélanges de numismatique et de philologie (1861)
- Édit de Dioclétien établissant le maximum dans l'Empire romain (1864)
- Inscriptions grecques et latines de la Syrie (1870)
- Voyage archéologique en Grèce et en Asie Mineure (1877)

## Kapcsolódó szócikk
- Franciaország miniszterelnökeinek listája

| Elődje: Jules Dufaure | Franciaország kormányfője 1879. február 4. – 1879. december 28. | Utódja: Charles de Freycinet |